# Singleton Nunatak
Singleton Nunatak är en nunatak i Antarktis. Den ligger i Västantarktis. Argentina, Chile och Storbritannien gör anspråk på området. Toppen på Singleton Nunatak är 968 meter över havet.
Terrängen runt Singleton Nunatak är huvudsakligen kuperad, men åt sydväst är den platt. Terrängen runt Singleton Nunatak sluttar österut. Trakten är obefolkad. Det finns inga samhällen i närheten.